# Madanijat (Dschoosch)
Madanijat (kirgisisch Маданият) ist ein Dorf im Rajon Kara-Suu im Oblus Osch in Kirgisistan mit 3178 Einwohnern. Es ist Teil der Landgemeinde Dschoosch.
| Volkszählung | Einwohner |
| ------------ | --------- |
| 2009         | 2487      |
| 2022         | 3178      |